# (1385) Gelria
(1385) Gelria – planetoida z pasa głównego asteroid okrążająca Słońce w ciągu 4 lat i 196 dni w średniej odległości 2,74 au. Została odkryta 24 maja 1935 roku w Sterrewacht Leiden w Johannesburgu przez Hendrika van Genta. Nazwa planetoidy pochodzi od łacińskiej nazwy krainy historycznej Geldrii w Holandii. Przed nadaniem nazwy planetoida nosiła oznaczenie tymczasowe (1385) 1935 MJ.